# Jane Silber

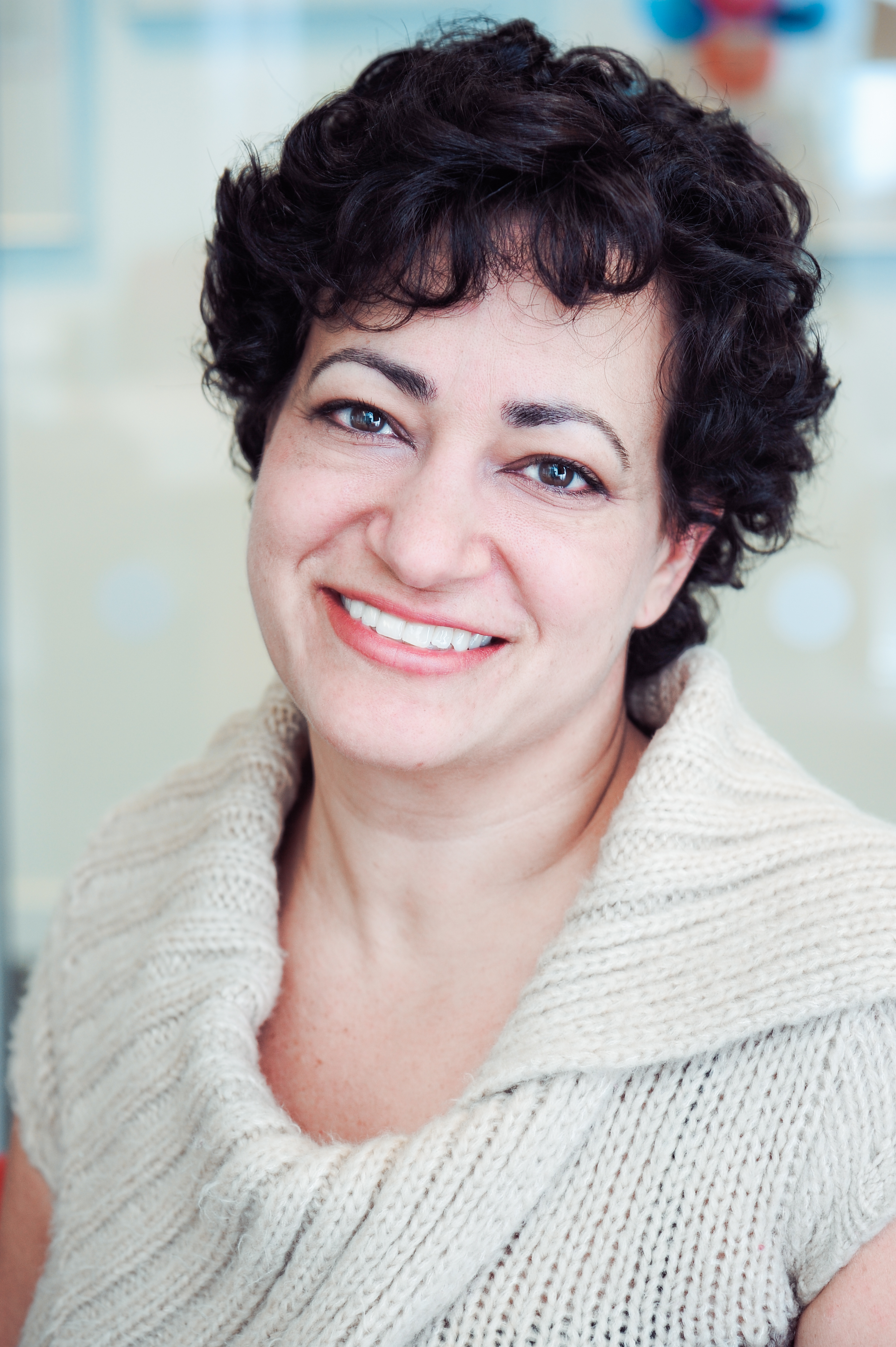
Jane Silber, 2010

Jane Silber es la directora ejecutiva de Canonical Ltd. desde marzo del 2010, en reemplazo de Mark Shuttleworth.  Silber es también parte del consejo del emprendimiento open data ScraperWiki,  en el que se desempeña como presidente.
Silber se unió a Canonical en julio de 2004, donde su trabajo incluyó liderar el proyecto Ubuntu One y asegurarse que grandes organizaciones encontraran a Ubuntu "listo para la empresa".  Ella atribuye parcialmente la creciente atención en el estudio de usuarios y el diseño en código abierto desde 2009 al liderazgo de Canonical en esta área.  Sus roles previos incluyen el de Vicepresidente de la compañía Interactive Television y Vicepresidente de General Dynamics C4 Systems. Silber también ha trabajado en Japón para Teijin Ltd llevando adelante investigaciones sobre inteligencia artificial y desarrollo de producto, y en los Estados Unidos para General Health, una compañía de evaluación de riesgos de salud.
Silber cuenta con una Maestría en Administración de Saïd Business School de la Universidad de Oxford, otra en Ciencias de Gerenciamiento Tecnológico de Universidad de Vanderbilt (donde su trabajo se concentró en aprendizaje automatizado e inteligencia artificial), y un título de grado en Matemáticas y Ciencias de la Computación del Haverford College.